# Східний Минкудук

Східний Минкудук – гірничодобувне підприємство на півдні Казахстану, яке здійснює видобуток урану. 
Родовище Минкудук відкрили в 1972 році. В 1977-му на його східній ділянці провели успішний експеримент з видобування урану із застосуванням методу підземного вилуговування, після чого з 1982-го перейшли до повномасштабної розробки цієї ділянки.
Первісно розробку провадило належне до Киргизького гірничорудного комбінату Степне рудоуправління. В подальшому воно увійшло до складу казахського державного концерну «Казатомпром», а потім рудник став активом створеної в 2015-му дочірньої компанії цього ж концерну «Казатомпром-SaUran».
Степне рудоуправління випускало з десорбату урану хімічний концентрат природного урану («жовтий кек»), який могли відправляти для подальшого збагачення на Ульбінський металургійний завод, киргизький Карабалтинський гірничорудний комбінат, а з середини 2000-х – і на Степногорський гірничо-металургійний завод. При цьому можливо відзначити, що у 2000-х роках потужності Степного рудоуправління з випуску «жовтого кеку» також були задяні для роботи з десорбатом рудника Акдала.
Станом на кінець 2021 року ресурси Східного Минкудуку оцінювались у 5 тисяч тон урану, а розробку планувалось вести до 2028 року.